# Ciclooctano

El Ciclooctano es un cicloalcano de fórmula molecular (CH2)8. Es un hidrocarburo incoloro que en condiciones normales se presenta como líquido.

## Conformación
La conformación se ha estudiado ampliamente mediante métodos computacionales. Hendrickson observó que "ciclooctano es, sin duda, el cicloalcano conformacionalmente más complejo debido a la existencia de muchos confórmeros de energía muy similar". La conformación de bote-silla "I" es el confórmero más estable. Esta conformación fue confirmada más tarde La conformación corona "II" es ligeramente menos estable. Entre los muchos compuestos que exhiben la conformación corona (estructura II) el S8, azufre elemental, es uno de ellos.
| Skeletal formulas of both conformations |                      |
| Ball-and-stick model                    | Ball-and-stick model |
| Conformación bote-silla                 | Conformación corona  |

## Síntesis
La ruta principal para la síntesis de derivados de ciclooctano implica la dimerización de butadieno, catalizada por complejos de níquel (0) tales como el bis(ciclooctadieno)níquel (0) (Ni(COD)2). Este proceso proporciona, entre otros productos, 1,5-ciclooctadieno (COD), que puede ser hidrogenado. El COD es ampliamente utilizado para la preparación de precatalizadores para la catálisis homogénea. La activación de estos catalizadores con H2, produce ciclooctano, que normalmente se desecha o quema:
C8H12  +  2 H2   →   C8H16

## Seguridad
El compuesto es inflamable. Puede causar daño pulmonar y es irritante para la piel y las membranas mucosas. No hay datos que sugieran propiedades cancerígenas. No se considera peligroso para el medio ambiente.